# Tassé
Tassé település Franciaországban, Sarthe megyében. Lakosainak száma 289 fő (2022. január 1.). Tassé Chantenay-Villedieu, Asnières-sur-Vègre, Avoise, Fontenay-sur-Vègre, Noyen-sur-Sarthe és Pirmil községekkel határos.

## Népesség
A település népessége az elmúlt években az alábbi módon változott:
| Lakosok száma | 318  | 333  | 329  | 314  | 305  | 300  | 297  | 291  | 289  |
|               | 2013 | 2015 | 2016 | 2017 | 2018 | 2019 | 2020 | 2021 | 2022 |